# Ea Knốp
Ea Knốp là một xã thuộc tỉnh Đắk Lắk, Việt Nam.

## Địa lý
Thị trấn Ea Knốp cách thành phố Buôn Ma Thuột khoảng 64 km, cách trung tâm huyện Ea Kar 10 km theo quốc lộ 26 đi Khánh Hòa, là cửa ngõ phía đông nối tỉnh Đắk Lắk với các tỉnh miền Trung (đặc biệt là Phú Yên và Khánh Hoà) và có vị trí địa lý:
- Phía đông giáp xã Ea Tih
- Phía tây giáp xã Ea Đar
- Phía nam giáp xã Cư Ni và xã Ea Păl
- Phía bắc giáp xã Ea Sô.

Thị trấn Ea Knốp có diện tích 28,34 km², dân số năm 2014 là 11.841 người, mật độ dân số đạt 391 người/km².

## Hành chính
Thị trấn Ea Knốp được chia thành 12 tổ dân phố, thôn.

## Lịch sử
Ngày 22 tháng 2 năm 1986, Hội đồng Bộ trưởng ban hành Quyết định số 20-HĐBT thành lập thị trấn Ea Knôp thuộc huyện M'Drắk có diện tích tự nhiên 6.100 hécta với 2.634 nhân khẩu và 5 khối của xã Krông Jing.
Ngày 13 tháng 9 năm 1986, Hội đồng Bộ trưởng ban hành Quyết định 108-HĐBT chuyển thị trấn Ea Knốp thuộc huyện M'Drắk về huyện Ea Kar mới thành lập quản lý.
Ngày 13 tháng 8 năm 2021, HĐND tỉnh Đắk Lắk ban hành Nghị quyết số 35/NQ-HĐND về việc:
- Sáp nhập TDP 11 vào TDP 2.
- Sáp nhập TDP 4A và TDP 4B thành TDP 4.
- Sáp nhập TDP 10 vào TDP 5.
- Sáp nhập Thôn 13 vào TDP 8.

## Giao thông
Từ thị trấn có các đường quốc lộ và tỉnh lộ đi Phú Yên, Gia Lai, Khánh Hòa, Đắk Nông, Lâm Đồng. Quốc lộ chính đi qua thị trấn là quốc lộ 26.